# Axel Fredrik Londen
Axel Fredrik Londen (født 5. august 1859, død 8. september 1928) var en finsk skytte, som deltog i OL 1912 i Stockholm.
Ved OL 1912 stillede Londen i konkurrencer. Han stillede op i den individuelle konkurrence i skud efter løbende hjort (enkelt skud), og her blev han nummer atten. Derudover stillede han op i to holdkonkurrencer, heriblandt holdudgaven af den disciplin, han havde deltaget i individuelt. Her blev Finland nummer tre (bronzemedalje) med 123 point, mens Sverige vandt guld med 151 point og USA sølv med 132 point. De andre på det finske hold var Nestori Toivonen, Iivo Väänänen og Ernst Rosenqvist. Endelig var han med på holdet i trapskydning, hvor Finland blev nummer seks.